# Olympische Sommerspiele 1972/Gewichtheben – Federgewicht (Männer)
Das Gewichtheben im Federgewicht bei den Olympischen Sommerspielen 1972 in München wurde am 29. August in der Gewichtheberhalle auf dem Messegelände Theresienhöhe ausgetragen.
Der Wettkampf galt gleichzeitig als Weltmeisterschaft. Somit wurden in den jeweiligen Teildisziplinen auch Weltmeisterschaftsmedaillen vergeben.

## Wettkampfformat
Die Athleten traten im sogenannten Dreikampf gegeneinander an. Dieser bestand aus den Disziplinen Drücken, Reißen und Stoßen. Jeder Athlet hatte für jede der drei Disziplinen drei Versuche, der beste Versuch einer jeden Disziplin wurde gewertet und mit den anderen addiert. Sieger war der Athlet, welcher hieraus das meiste Gesamtgewicht vorweisen konnte.

## Neue Rekorde
Folgende neue Rekorde wurden während des Wettkampfes aufgestellt:
| Weltrekord         | Stoßen    | Norair Nurikjan ( Bulgarien)  | 157,5 kg |
| Weltrekord         | Dreikampf | Norair Nurikjan ( Bulgarien)  | 402,5 kg |
| Olympischer Rekord | Drücken   | Norair Nurikjan ( Bulgarien)  | 127,5 kg |
| Olympischer Rekord | Drücken   | Dito Schanidse ( Sowjetunion) | 127,5 kg |
| Olympischer Rekord | Drücken   | Ymer Pampuri ( Albanien)      | 127,5 kg |

## Ergebnisse
| Rang | Athlet           | Nation      | Kgw.  | Drücken (kg) | Drücken (kg) | Drücken (kg) | Drücken (kg) | Reißen (kg) | Reißen (kg) | Reißen (kg) | Reißen (kg) | Stoßen (kg) | Stoßen (kg) | Stoßen (kg) | Stoßen (kg) | Gesamt (kg) |
| Rang | Athlet           | Nation      | Kgw.  | 1            | 2            | 3            | Erg.         | 1           | 2           | 3           | Erg.        | 1           | 2           | 3           | Erg.        | Gesamt (kg) |
| ---- | ---------------- | ----------- | ----- | ------------ | ------------ | ------------ | ------------ | ----------- | ----------- | ----------- | ----------- | ----------- | ----------- | ----------- | ----------- | ----------- |
| 1    | Norair Nurikjan  | Bulgarien   | 59,70 | 122,5        | 127,5        | 130,0        | 127,5 OR     | 112,5       | 117,5       | 117,5       | 117,5       | 147,5       | 157,5       | –           | 157,5 WR    | 402,5 (WR)  |
| 2    | Dito Schanidse   | Sowjetunion | 59,60 | 120,0        | 125,0        | 127,5        | 127,5 OR     | 115,0       | 120,0       | 120,0       | 120,0       | 147,5       | 152,5       | 155,0       | 152,5       | 400,0       |
| 3    | János Benedek    | Ungarn      | 59,85 | 120,0        | 125,0        | 130,0        | 125,0        | 115,0       | 120,0       | 120,0       | 120,0       | 145,0       | 150,0       | 150,0       | 145,0       | 390,0       |
| 4    | Yoshinobu Miyake | Japan       | 59,60 | 120,0        | 125,0        | 125,0        | 120,0        | 115,0       | 120,0       | 120,0       | 120,0       | 145,0       | 150,0       | 150,0       | 145,0       | 385,0       |
| 5    | Kurt Pittner     | Österreich  | 59,60 | 120,0        | 125,0        | 125,0        | 125,0        | 112,5       | 117,5       | 117,5       | 112,5       | 145,0       | 150,0       | 152,5       | 145,0       | 382,5       |
| 6    | Rolando Chang    | Kuba        | 58,90 | 112,5        | 117,5        | 120,0        | 120,0        | 107,5       | 112,5       | 115,0       | 115,0       | 137,5       | 142,5       | 142,5       | 142,5       | 377,5       |
| 7    | Mieczysław Nowak | Polen       | 59,85 | 120,0        | 120,0        | 125,0        | 120,0        | 110,0       | 110,0       | 115,0       | 110,0       | 145,0       | 145,0       | 155,0       | 145,0       | 375,0       |
| 8    | Peppino Tanti    | Italien     | 60,00 | 120,0        | 125,0        | 125,0        | 120,0        | 102,5       | 102,5       | 107,5       | 107,5       | 140,0       | 145,0       | 145,0       | 140,0       | 367,5       |
| 9    | Ymer Pampuri     | Albanien    | 59,35 | 120,0        | 125,0        | 127,5        | 127,5 OR     | 85,0        | 90,0        | –           | 90,0        | 125,0       | 130,0       | 130,0       | 125,0       | 342,5       |
| 10   | Chen Kue-sen     | China       | 59,80 | 100,0        | 110,0        | 110,0        | 110,0        | 92,5        | 100,0       | 100,0       | 92,5        | 120,0       | 125,0       | 130,0       | 125,0       | 327,5       |
| 11   | Julio Martínez   | Puerto Rico | 59,80 | 92,5         | 100,0        | 100,0        | 92,5         | 100,0       | 105,0       | 110,0       | 105,0       | 127,5       | 135,0       | 135,0       | 127,5       | 325,0       |
|      | Jan Wojnowski    | Polen       | 59,30 | 120,0        | 125,0        | 125,0        | 120,0        | 115,0       | 120,0       | 125,0       | 120,0       | 147,5       | 147,5       | 147,5       | NVL         | DNF         |
|      | Kenkichi Andō    | Japan       | 59,30 | 125,0        | 125,0        | 125,0        | NVL          |             |             |             |             |             |             |             |             | DNF         |